# Yasuhiro Nightow
Yasuhiro Nightow (内藤 泰弘, Naitō Yasuhiro) (Yokohama, Japão, 8 de abril de 1967) é um artista de mangá japonês.  Seu trabalho principal, Trigun, foi adaptado para uma série de anime e filme. Ele também desenhou os personagens da série de videogame e anime Gungrave, e tem trabalhado no mangá Blood Blockade Battlefront.

## Biografia
Nightow nasceu em Yokohama e mudou-se para Yokosuka quando estava no ensino fundamental, e passou seus anos de ensino fundamental e médio em Shizuoka. Seu primeiro contato com quadrinhos foi através de Tensai Bakabon de Fujio Akatsuka, e ele também foi influenciado pelos quadrinhos de Leiji Matsumoto como Yamato, Harlock e 999. Ele também foi atraído pelo trabalho realizado no Weekly Shōnen Sunday da Shogakukan, que incluía os artistas Rumiko Takahashi e Fujihiko Hosono. Em relação aos artistas da "new wave", ele gostou de Katsuhiro Otomo da Sayonara Nippon e de Fumiko Takano. 
Ele estudou ciências sociais e depois se formou em estudos de mídia na Universidade Housei. Enquanto estava lá, ele desenhou mangá como hobby e fez alguns dōjinshi. Após a formatura, trabalhou na Casa Sekisui, onde vendia apartamentos. Depois de três anos e meio, ele largou o emprego para desenhar em tempo integral. Seu primeiro mangá one-shot foi baseado na popular franquia de videogame Samurai Spirits. Ele também desenvolveu uma história intitulada Call XXXX que foi publicada na revista Super Jump. 
Com a ajuda de um amigo editor, ele enviou uma história de Trigun para a edição de fevereiro de 1995 da revista Tokuma Shoten Shōnen Captain, e começou a serialização regular dois meses depois, em abril. No entanto, Shōnen Captain foi cancelado no início de 1997, e quando Nightow foi abordado pela revista Young King Ours, publicada pela Shōnen Gahōsha, eles estavam interessados em que ele iniciasse um novo trabalho. Nightow, porém, ficou preocupado com a ideia de deixar Trigun incompleto e pediu permissão para terminar a série.  Os editores foram solidários e o mangá foi retomado em 1997 como Trigun Maximum (トライガンマキシマム, Toraigan Makishimamu). A história avança dois anos com o início de Máximo . Apesar disso, Nightow afirmou  que o novo título se deveu puramente à mudança de editora.  Trigun Maximum funcionou até 2007 e gerou 14 volumes tankōbon. A série Trigun foi adaptada para uma série de anime pela Madhouse e teve uma transmissão limitada em 1998. Recebeu uma adaptação em inglês que foi ao ar no Cartoon Network. Sua popularidade nos Estados Unidos resultou na criação do longa-metragem Trigun: Badlands Rumble em 2010.
Nightow criou os personagens e a história da série de videogames de tiro em terceira pessoa da Sega / Red Entertainment, Gungrave.  A série também recebeu uma adaptação para anime.
Em 2009, Nightow iniciou uma nova série de mangá Blood Blockade Battlefront, que foi serializada na Jump Square em várias revistas, de Jump SQ.19 a Jump SQ. Crown. A série acompanha as aventuras de um fotógrafo que adquire visões sobrenaturais e se envolve em uma organização de combate a monstros e terroristas. 

## Obras
| Título                                                             | Período       | Notas | Ref.  |
| ------------------------------------------------------------------ | ------------- | --- | ----- |
| Samurai Spirits                                                    | 1994–1995     | - Serializado pela Family Computer Magazine - Publicado pela Tokuma Intermedia Comics em um único volume - Posteriormente reimpresso em 2013 com nova capa em edição de luxo | [ 6 ] |
| Trigun                                                             | 1995–1997     | - Serializado pela Monthly Shōnen Captain - Publicado por Tokuma Shoten em 3 volumes - Posteriormente reimpresso por Shōnen Gahōsha em 2 volumes                             | [ 6 ] |
| Energy Breaker                                                     | 1996          | Design de personagens, videogame | [ 6 ] |
| Trigun Maximum                                                     | 1997–2007     | - Serializado pela Young King Ours - Publicado por Shōnen Gahōsha em 14 volumes                                                                                              | [ 6 ] |
| Gungrave                                                           | 2002          | Design de personagens, videogame | [ 6 ] |
| Samurai Shodown V                                                  | 2003          | Design de personagem de Kusaregedo, videogame | [ 6 ] |
| Gungrave: Overdose                                                 | 2004          | Design de personagens, videogame | [ 6 ] |
| Pen & Ink                                                          | 2006          | - Publicado pela Digital Manga. Um guia para escrever e pintar mangá - Livro, com Satoshi Shiki e Oh! Great                                                                  | [ 7 ] |
| Blood Blockade Battlefront (Kekkai Sensen)                         | 2009–2015     | - Serializado pela Jump SQ.19, Jump SQ. Crown - Publicado pela Shueisha em 10 volumes                                                                                        | [ 6 ] |
| Blood Blockade Battlefront Back 2 Back (Kekkai Sensen Back 2 Back) | 2015–2022     | - Serializado pela Jump SQ. Crown, Jump SQ. RISE - Publicado pela Shueisha em 10 volumes                                                                                     | [ 6 ] |
| S.Flight                                                           | 2018          | - Publicado por Kadokawa Shoten - Uma coleção de seis one-shots feitos por Yasuhiro Nightow de 1989 a 1997                                                                   | [ 6 ] |
| Blood Blockade Battlefront Beat 3 Peat (Kekkai Sensen Beat 3 Peat) | 2022–presente | Serializado pela Jump SQ. RISE | [ 6 ] |